# Kakaomutter

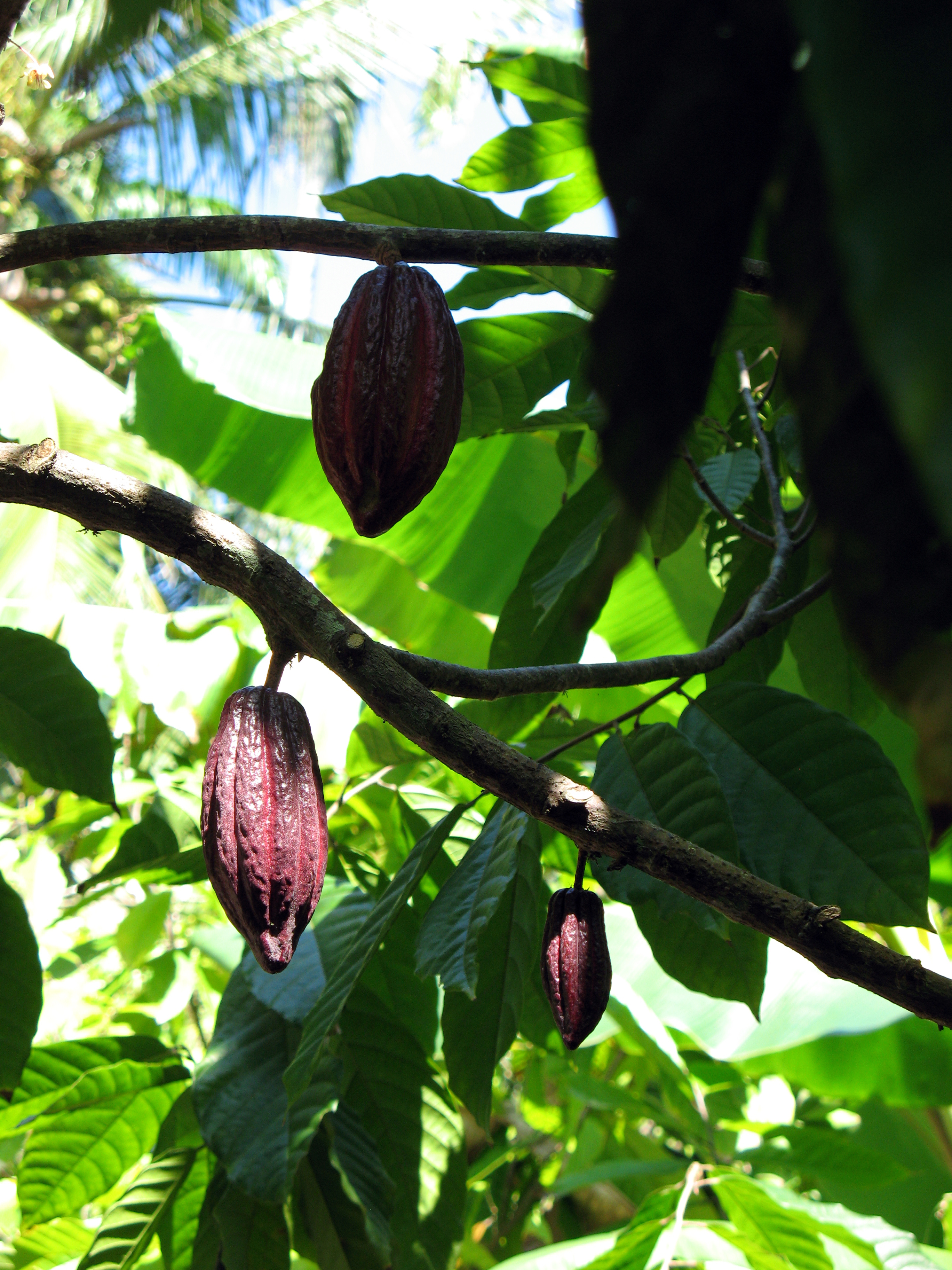
Kakaobaum mit Früchten

Als Kakaomütter werden Bäume bezeichnet, die Kakaobäumen den Schatten spenden, den sie für das Gedeihen benötigen. 

## Beschreibung
Um ertragreich zu gedeihen, benötigen Kakaobäume neben ausreichend hohen Temperaturen und genügend Niederschlag auch sehr viel Schatten, da die Pflanzen empfindlich auf direkte Sonneneinstrahlung reagieren. Dafür werden per Mischbepflanzung die sogenannten Kakaomütter als schattenspendende Pflanzen eingesetzt. Bei jungen Kakaobäumen werden dazu zum Beispiel Guaven, Bananen- oder Maispflanzen verwendet, bei älteren Exemplaren kommen größere Pflanzen wie Mangobäume, Kokos- oder Ölpalmen zum Einsatz. Neben der Beschattung bieten die Kakaomütter außerdem einen Schutz vor Windbruch und verringern die Wuchshöhe der Kakaobäume, was die Ernte der Früchte erleichtert. Das Prinzip der Beschattung durch andere Pflanzen für die Aufzucht von Kakaobäumen wurde bereits von den Maya in präkolumbischer Zeit angewandt.

## Namensherkunft
Die Bezeichnung Kakaomütter für die schattenspendenden Bäume stammt aus der spanischen Kolonialzeit Mittelamerikas. Als die Spanier erkannten, warum die Maya die Schattenpflanzen einsetzten, nannten sie diese Madres de cacao, Kakaomütter.